# 锡纳马里
锡纳马里（法語：Sinnamary，法語發音：[sinamaʁi]）是法国海外省法属圭亚那的一个市镇，属于卡宴区。

## 地理
锡纳马里（5°22'39"N, 52°57'31"W）面积1,340 平方千米平方千米，位于法国海外省法属圭亚那。
与锡纳马里接壤的市镇（或旧市镇、城区）包括：伊拉库博、库鲁、圣埃利。
锡纳马里的时区为UTC−03:00。

## 行政
锡纳马里的邮政编码为97315，INSEE市镇编码为97312。

## 政治
锡纳马里的现任市长为米歇尔-安热·热雷米（Michel-Ange Jeremie）先生，任期为2020-2026年。

## 人口

1962-2008年间锡纳马里人口变化图示

锡纳马里于2022年1月1日时的人口数量为2801人。